# Zelengrad (Obrovac)
Pour les articles homonymes, voir Zelengrad (homonymie).
Zelengrad est un village de la municipalité de Obrovac (Comitat de Zadar) en Croatie. Au recensement de 2011, la ville comptait 77 habitants.